# Deutzia ogatae
Deutzia ogatae är en hortensiaväxtart som beskrevs av Gen-Iti Koidzumi. Deutzia ogatae ingår i släktet deutzior, och familjen hortensiaväxter. Inga underarter finns listade i Catalogue of Life.